# 程豫
程豫（？—1882年），陝西省商周直隸州山陽縣（今陝西省山陽縣）人，清朝政治人物、同進士出身。
咸豐六年（1856年）丙辰科進士，即用知縣。同治年間，任山西徐溝縣知縣，后升任山西大同府知府、山西雁平道。光緒元年，任山西按察使。光緒二年，改四川布政使。